# Yōichirō Suzuki
Yōichirō Suzuki (jap. 鈴木 洋一郎, Suzuki Yōichirō; * um 1952) ist ein japanischer Physiker, der sich mit Neutrinophysik befasst. Er ist Direktor des Instituts für Kosmische Strahlungs-Forschung (Institute for Cosmic Ray Research) der Universität Tokio und des dortigen Kamioka Observatoriums und Sprecher der Super-Kamiokande-Kollaboration. Suzuki wies mit der Super-Kamiokande Kollaboration solare Neutrinooszillationen nach.
Er ist stellvertretender Direktor des Kavli Institute for the Physics and Mathematics of the Universe (IPMU).
Suzuki studierte Physik an der Universität Kyōto mit dem Bachelorabschluss 1974 und dem Masterabschluss 1976 und wurde dort 1979 promoviert. Als Post-Doktorand war er an der Brown University, wo er 1981 Assistant Professor wurde. 1981 bis 1989 forschte er an der Universität Ōsaka und ab 1989 war er Assistenzprofessor und ab 1996 Professor am Institute for Cosmic Ray Research der Universität Tokio. Ab 2002 war er dort Direktor des Kamioka-Observatoriums und ab 2004 Direktor des Instituts. 2003 bis 2004 war er Berater des Universitätspräsidenten.
1999 erhielt er den Asahi-Preis (mit der und für die Super-Kamiokande Kollaboration), 2001 den Nishina-Preis und 2010 den Bruno-Pontecorvo-Preis. 2016 wurde er mit dem Breakthrough Prize in Fundamental Physics ausgezeichnet.